# Broussau
Le Broussau est une petite rivière du Sud-Ouest de la France et un affluent gauche de l'Adour, entre Léez et Lourden. Elle arrose le département des Landes.

## Géographie
Le Broussau se forme à hauteur de Garlin à la limite des Pyrénées-Atlantiques sous le nom de ruisseau de la Grave. Il alimente les retenues d'eau de Latrille et du Broussau puis se jette dans l'Adour en aval d'Aire-sur-l'Adour. La longueur de son cours d'eau est de 20,3 km.

## Départements et communes traversées
Six communes traversées dans trois départements :
- Pyrénées-Atlantiques : Garlin.
- Landes : Sarron, Latrille, Aire-sur-l'Adour, Duhort-Bachen, Saint-Agnet.
- Gers : Ségos.